# Cali (folyó)
A Cali egy folyó Kolumbia Valle del Cauca megyéjében.

## Leírás
A Cali a Farallones de Cali hegyei között, az Alto del Bueynél ered, a tenger szintje felett több mint 4000 méteres magasságban, majd kelet, végül északkelet felé folyva több mint 50 km megtétele után a Cauca folyóba torkollik. Vízgyűjtő területe 21 526,4 hektár, ennek mintegy 40%-a erózióval sújtott. Átfolyik a több millió lakosú nagyvároson, Calin, amelynek ez a folyó a második legfontosabb vízforrása: vízhozamának körülbelül kétharmadát a San Antonio városrészben kiépített vízvezetékbe vezetik, így mintegy 500 000 városlakó számára biztosítják az ivóvizet. Két legjelentősebb mellékfolyója a Pichindé és az Aguacatal.
A hegyekben eredő, köderdővel körülvett sziklás mederben zúgó, még csak patak méretű folyó kezdetben nagy esésű, tiszta vizű. Elhalad a Peñas Blancas és a La Leonera nevű helyeken, majd a köderdőből kiérve Pichindé és Felidia településekhez ér. Még a város előtt, ahol a vízhozam körülbelül 2 m³/s, egy kisebb, 1 megawatt maximális teljesítményű vízerőművet is telepítettek rá, a Central Río Cali nevűt. Két kilométerrel később éri el azt a helyet, ahol a vízvezeték indul: ezután a mederben már csak átlagosan 0,3–0,4 m³/s-nyi víz marad. Az állatkerttől kezdve lényegében városi környezetben folyik: forgalmas utak, sokemeletes házak sora szegélyezi. Mellette épült fel a La Tertulia Múzeum, és szintén partján állították fel 1996-ban a város egyik jelképének számító El Gato del Río nevű hatalmas macskaszobrot is. Majd a folyó nemsokára eléri az Ortiz hidat, amelynek helyén az 1830-as években a folyó fölötti első híd épült, igaz, akkor még csak guadua fából. A mai műemlék híd 1845-re készült el. Kevesebb mint 1 km után a város legmagasabb épülete, a Torre de Cali felhőkarcoló mellett folyik el, majd az eddigieknél jóval kevésbé kanyargós mederben északkelet felé tart, végül a város határában eléri a Cauca folyót.

## Környezeti problémák
Vita van arról, hogy a Cali folyó vize mennyire szennyezett. Sokak szerint a folyót több irányból éri a környezetkárosítás: egyrészt a forrásvidékén működő socorrói illegális aranybányászati helyekről nehézfémek (kadmium, nikkel, higany) és cianidok kerülnek a vízbe, másrészt a városban nagy mennyiségű szennyvíz és szemét kerül bele. A hatóságok szerint azonban ezen aggodalmak egy része mindössze városi legenda, és a helyzet korántsem olyan súlyos, mint ahogy néhány környezetvédő leírja.
A 2000 és 3000 méter közötti magasságokban ugyancsak ökológiai problémákat okoz a folyó völgyében történő erdőirtás, amelyre a mezőgazdasági területek folyamatos terjeszkedése miatt kerül sor. A vizet megkötni képes erdők hiánya miatt a folyó telente gyakran árad ki medréből, ráadásul a hegyoldalakból lemosódó sarat is lehordja. A Pichindé hegy oldalában nagy mennyiségű zöldséget termesztenek, és az ültetvényeken alkalmazott vegyszerek egy része is a folyóba jut. Mielőtt a Cali elérné a várost, egy 25 000 lakosú vidéki zónán is átfolyik, ahol a telkek közel felén használják fel a benne található vizet, majd a szennyvizeket többnyire tisztítás nélkül vezetik vissza a mederbe: mindössze Felidia településen működik egy kisebb tisztítómű.

## Képek

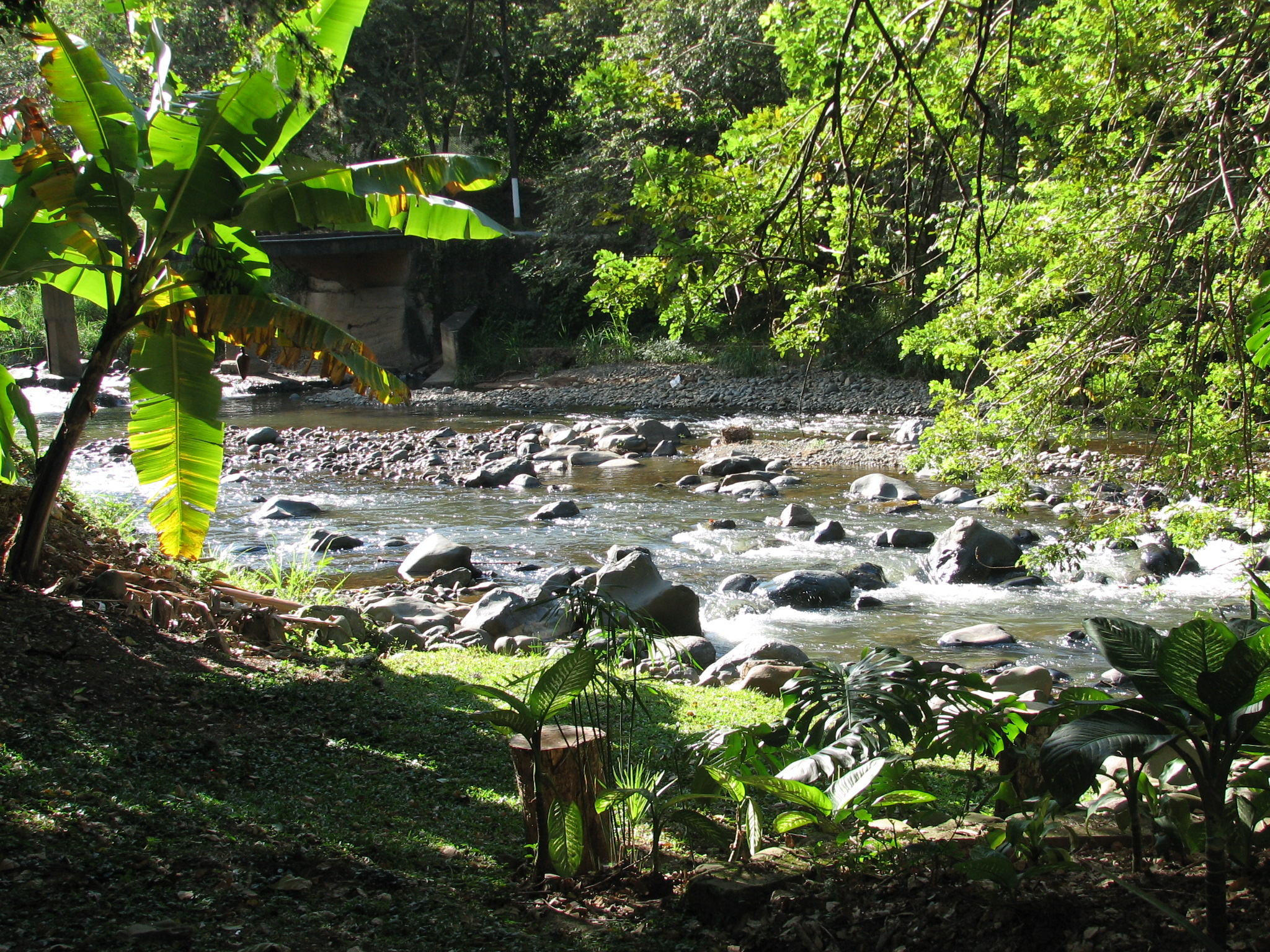
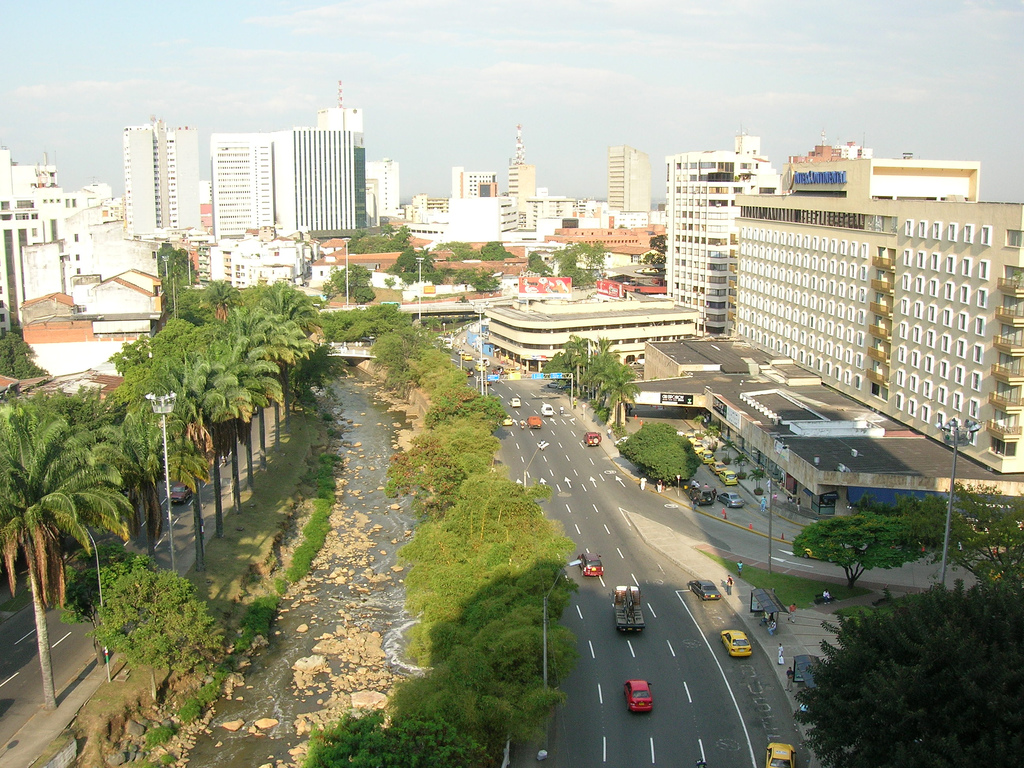
A város belsejében
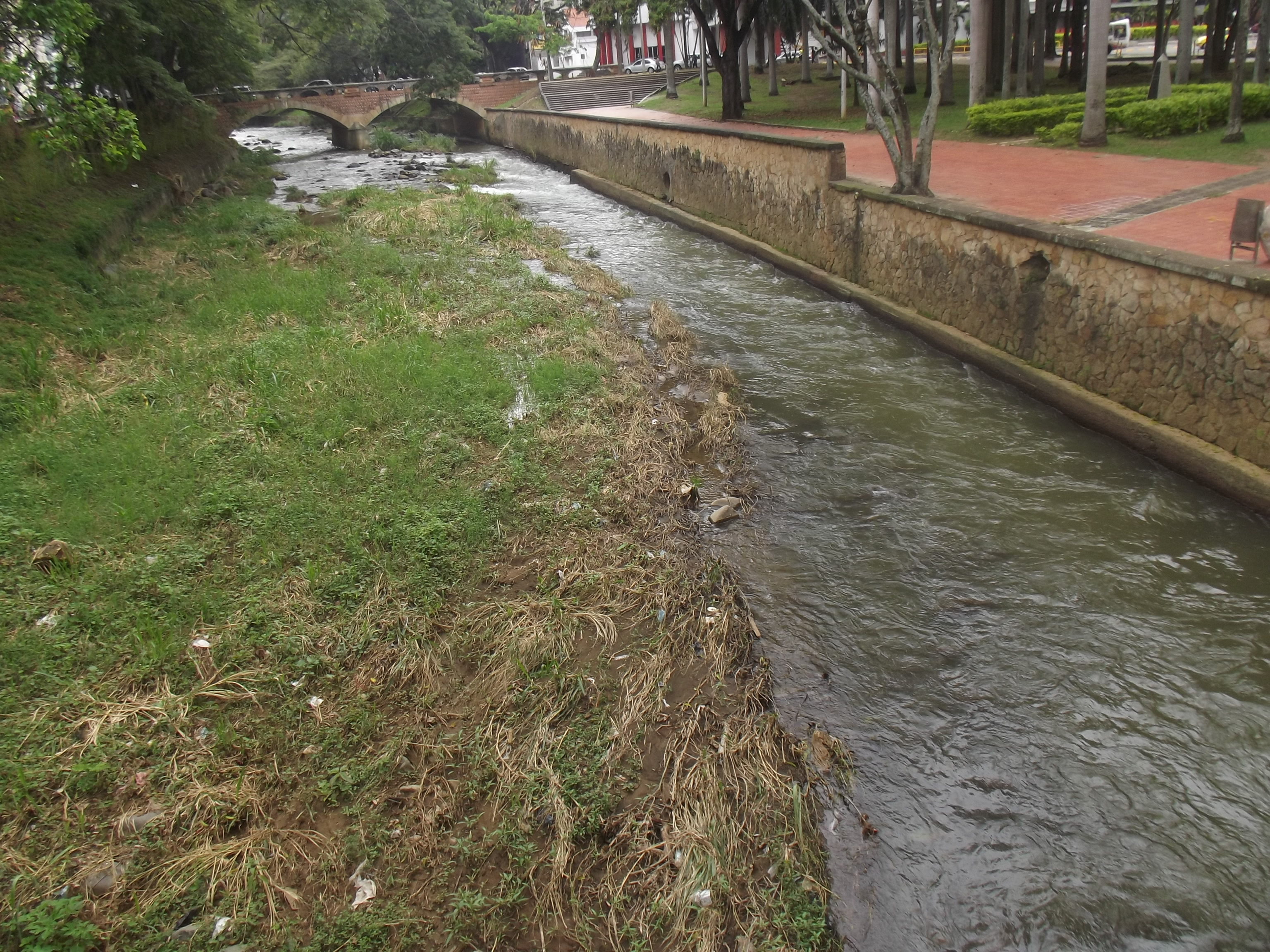
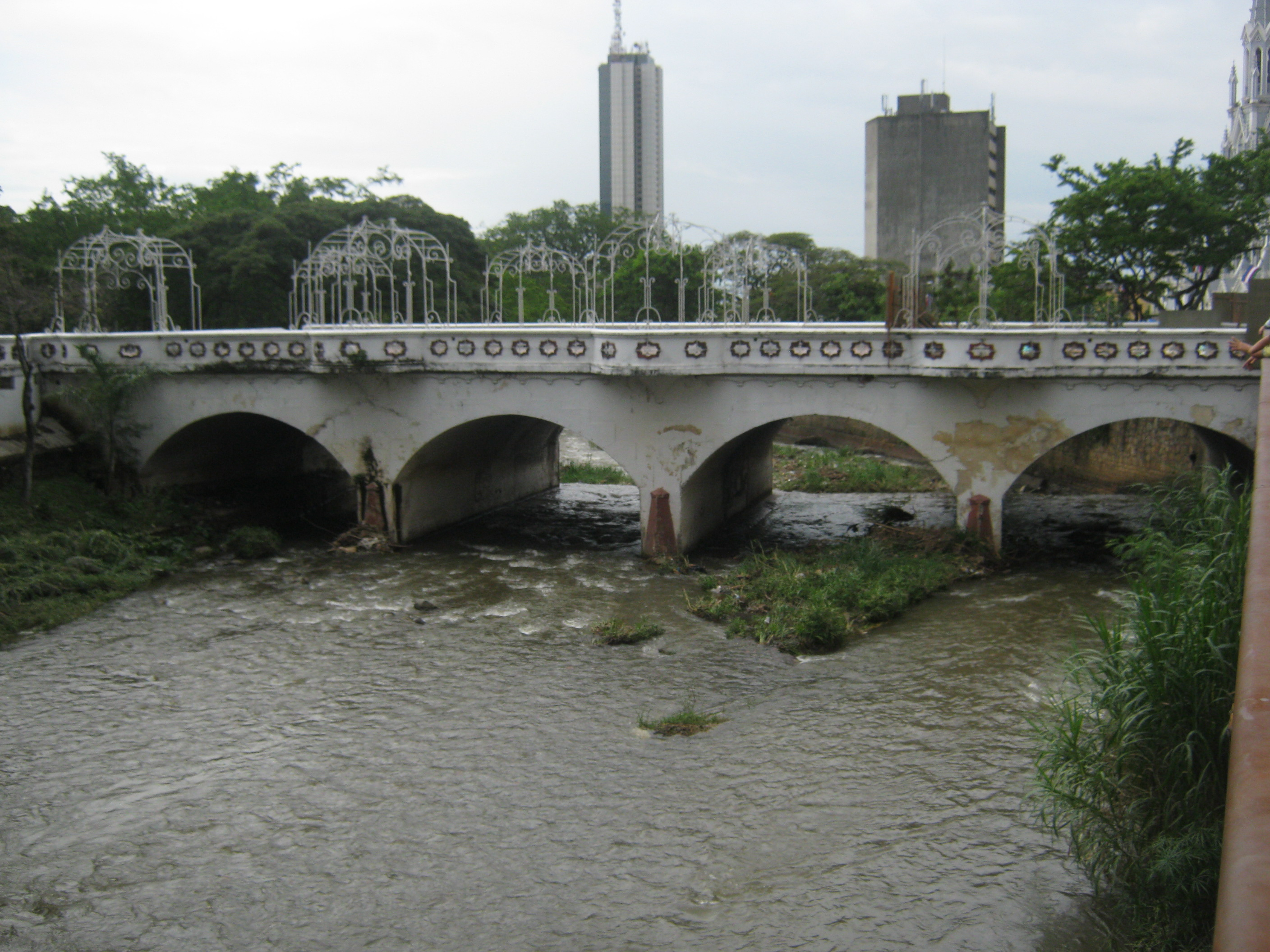
A folyó és az Ortiz híd